# اکسل اکبلوم
اکسل اکبلوم (انگلیسی: Axel Ekblom; ۲۲ مارس ۱۸۹۳ – ۲۶ ژوئیهٔ ۱۹۵۷) ورزشکار ورزش تیراندازی اهل سوئد بود.
وی در مسابقات کشوری و بین‌المللی در مجموع برندهٔ ۱ مدال برنز شده‌است.